# Valier (Illinois)
Valier es una villa ubicada en el condado de Franklin en el estado estadounidense de Illinois. En el Censo de 2010 tenía una población de 669 habitantes y una densidad poblacional de 228,18 personas por km².

## Geografía
Valier se encuentra ubicada en las coordenadas 38°1′5″N 89°2′37″O / 38.01806, -89.04361. Según la Oficina del Censo de los Estados Unidos, Valier tiene una superficie total de 2.93 km², de la cual 2.91 km² corresponden a tierra firme y (0.71%) 0.02 km² es agua.

## Demografía
Según el censo de 2010, había 669 personas residiendo en Valier. La densidad de población era de 228,18 hab./km². De los 669 habitantes, Valier estaba compuesto por el 98.21% blancos, el 0.75% eran afroamericanos, el 0.6% eran amerindios, el 0% eran asiáticos, el 0% eran isleños del Pacífico, el 0% eran de otras razas y el 0.45% pertenecían a dos o más razas. Del total de la población el 1.05% eran hispanos o latinos de cualquier raza.